# Трегубов, Николай Андреевич
Николай Андреевич Трегубов — советский хозяйственный, государственный и политический деятель.

## Биография
Родился в 1908 году в Уяре. Член КПСС.
Окончил Томский индустриальный институт.
До 1930 — ученик школы ФЗУ в Красноярске, кузнец Нижнеудинского паровозного депо.
В 1936—1941 — горный мастер, помощник начальника, начальник участка шахты «Зиминка», главный инженер шахты «Манеиха», главный инженер шахты 5-6 треста «Прокопьевскуголь».
В 1941—1945 — секретарь по угольной промышленности, второй секретарь Прокопьевского горкома ВКП(б).
В 1945—1947 — первый секретарь Киселевского горкома ВКП(б).
В 1947—1950 — первый секретарь Прокопьевского горкома ВКП(б).
В 1950—1951 — инструктор ЦК ВКП(б).
В 1951—1958 — секретарь, заведующий отделом тяжелой промышленности, заведующий отделом угольной промышленности, секретарь Кемеровского обкома КПСС.
В 1958—1961 — заместитель председателя Кемеровского совнархоза.
В 1961—1977 — председатель партийной комиссии при Кемеровском обкоме КПСС.
Умер в 1977 году в Кемерове.

## Награды
- Орден Трудового Красного Знамени (14.04.1942, 26.04.1957, 05.03.1976)